# Amédée Lefèvre
Ne doit pas être confondu avec Amédée Lefèvre-Pontalis.
Pour les articles homonymes, voir Lefèvre.
Amédée Lefèvre (Paris, 4 juin 1798 - Rochefort, 12 décembre 1869), est un médecin de marine français. 

## Biographie
Fils d'un commis de la marine, il entre dans la marine en 1810 comme mousse sur la frégate Elbe à Rochefort. Novice timonier sur le Foudroyant (1814), il passe en 1815 sur le Duc-d'Angoulême puis s'engage dans le service médical. Il est alors admis à l'Ecole de médecine navale de Rochefort en janvier 1816.
Chirurgien de 3e classe (mai 1818), il sert en 1823 sur l' Isère lors d'une longue compagne qui le mène sur les côtes espagnoles, au Sénégal et en Guyane dont il rapporte d'importantes collections d'histoire naturelle qui lui apportent les félicitions du Conseil de santé et du Muséum. À son retour, il est nommé professeur de botanique médicale à Rochefort et est aussi chargé de la surveillance des étudiants. 
Chirurgien sur le Marsouin au Levant (1825-1827), il passe sa thèse en août 1827 devant la faculté de Montpellier sur Les Maladies les plus fréquentes dans les Échelles du Levant. 
Chirurgien de 1re classe (avril 1828), il sert de nouveau au Levant sur la frégate Atalante et se fait remarquer en septembre 1829 durant l'explosion de la poudrière de Pylos Navarin. 
En 1830, il revient à Rochefort puis est envoyé à Toulon (1835) où il s'occupe ardemment de l'épidémie de choléra. Il mène alors d'importantes études sur l'asthme sui lui valent la médaille d'or de la Société de médecine de Toulouse. En janvier 1836, il est nommé professeur à l’École de Rochefort dont il deviendra médecin en chef en février 1846. 
Professeur de pathologie interne et d'hygiène, premier médecin en chef (juin 1852), directeur du service de santé (juillet 1854), il laisse de nombreux travaux sur la fièvre typhoïde, la tuberculose pulmonaire, la méningite cérébro-spinale, la salubrité des places de guerre en Charente-Inférieure, le choléra etc. Mais surtout, il mène des études sur les coliques sèches qui ravagent alors les équipages des navires et dès 1836, accumule des observations et des analyses et, grâce à une enquête épidémiologique exhaustive et rigoureuse, parvient à démontrer que cette maladie est une intoxication due aux sels de plomb présents, entre autres, dans les tuyauteries des navires. 
Directeur du service de santé à Brest (novembre 1854), il adresse en 1859 au ministre un rapport majeur, Recherches sur les causes de la colique sèche qui permet de faire adopter les mesures qui entraîneront la disparition de la maladie en interdisant le plomb, le minium et la céruse sur les bâtiments. Le 26 novembre 1860, il lit encore à l'Académie des sciences son étude, L'Influence du plomb sur le développement de la colique des pays chauds. 
Il prend sa retraite en 1863. Membre correspondant de l'Académie de médecine, conseiller municipal de Rochefort, il y meurt le 12 décembre 1869.

## Œuvres
- Perforations spontanées de l'estomac, 1842
- De l'Asthme, recherches médicales sur la nature, les causes et le traitement de cette maladie, 1847
- Recherches sur la marche et les effets du choléra asiatique à Rochefort pendant les différentes épidémies dont cette ville a été le théâtre en 1832, 1834 et particulièrement en 1849, 1850
- Histoire du Service de santé dans la marine militaire et des écoles de médecine navale en France, 1867